# Charles Bovery
Charles Bovery, właśc. Karel Nejdely lub Karol Najdl – czeski saksofonista tenorowy, skrzypek, wokalista, w latach 1942–1958 grający w Polsce w orkiestrach rozrywkowych i jazzowych, bandlider.
Bovery przyjechał do Warszawy w 1942 razem z czeską orkiestrą prowadzoną przez Bobka Bryena.
Zespół miał grać do tańca w lokalach przeznaczonych tylko dla Niemców (dla Polaków taniec towarzyski był rozrywką zakazaną). Wkrótce jednak Bovery zaczął też występować w polskich lokalach: prowadzonym przez Lucynę Szczepańską Café Lucyna (Nowy Świat 30 róg Foksal) i Café Bodo (w dawnym lokalu Eugeniusza Bodo przy ul. Pierackiego 15, obecnie Foksal). Przeżył powstanie warszawskie i pozostał w Polsce po zakończeniu wojny. Występował z zorganizowanym przez siebie zespołem w lokalach otwieranych w Warszawie: w pozostałościach Hotelu Europejskiego, w hotelu Polonia czy w kawiarni Kameralnej. Wkrótce też zaczął jeździć ze swoimi muzykami po całej Polsce, grając do tańca i na estradach, akompaniując wokalistom, występując w audycjach radiowych i nagrywając płyty.
W składach zespołu Bovery’ego grało wielu dobrych polskich muzyków tego okresu, którzy często potem zakładali własne zespoły. Tak było np. z trębaczem Franciszkiem Górkiewiczem i saksofonistą altowym
Juliuszem Skowrońskim. Razem z nimi występowali u Bovery’ego m.in. pianista Wacław Czyż i perkusista Janusz „Mrek” Byliński (a także przez pewien czas np. pianista Wiktor Osiecki – ojciec Agnieszki Osieckiej).
Bovery zaangażował się w granie muzyki zdobywającej w powojennej Polsce coraz większe powodzenie – jazzu. W latach 1946–1947 był nawet kierownikiem muzycznym Jazz-Clubu polskiej YMCA w Warszawie będąc współorganizatorem i aktywnym uczestnikiem pierwszych wtedy imprez jazzowych. Wystąpił podczas słynnego pierwszego jam session w Jazz-Clubie w maju 1947, grając razem ze Skowrońskim, pianistami Wiesławem Machanem i
Waldemarem „Valdim” Maciszewskim i Wacławem Czyżem, kontrabasistą Janem Isakiewiczem i perkusistami Maciejem Dobrzyńskim i Januszem Bylińskim.
W połowie lat 50. Bovery kierował sporą orkiestrą. Np. w klubie, który mieścił się wtedy w lokalu na rogu Kruczej i Żurawiej w Warszawie grali w kilkunastoosobowym składzie, a śpiewała z nimi Jeanne Johnstone. W okresie letnim zespół Bovery’ego często występował w lokalach Trójmiasta (np. restauracji Bungalow na Zamkowej Górze w
Sopocie). W 1956 grali w jednym z pawilonów przy sopockim molo. Wystąpili też podczas jamowego grania razem z jednym z zagranicznych gości I Festiwalu Muzyki Jazzowej właśnie w Sopocie w 1956 – razem z czeską orkiestrą Karela Vlacha.
Charles Bovery brał udział w wielu nagraniach płytowych. Jedne z pierwszych takich nagrań to płyty nagrywane dla Fogg Record, a Bovery występował wtedy w firmowym zespole wytwórni, a mianowicie orkiestrze prowadzonej przez
Władysława Kabalewskiego. Od 1947 – już ze swoją orkiestrą, nagrywał dziesiątki płyt dla poznańskiej wytwórni Mieczysława Wejmana – Mewy. Bardzo często jego zespół akompaniował podczas rejestrowania piosenek śpiewanych przez Tadeusza Millera.
W 1957 Charles Bovery i jego muzycy wystąpili w Filharmonii Warszawskiej, podczas wykonywania kompozycji
Rolfa Liebermanna (uznawanej za początek Trzeciego nurtu w muzyce): Concerto for Jazzband and Symphony Orchestra. Bovery dyrygował też orkiestrą podczas muzycznych przedstawień w Teatrze Syrena (w 1957 i 1958).
W 1958 Charles Bovery wyjechał na EXPO do Brukseli. Do Polski już nie wrócił.

## Dyskografia (wybór)

### LP
- 1955 LP Waldemar Valdi/Zespół Jazzowy Charles Bovery (10", PN Muza L 0065)

### EP (minialbumy)
- Regina Bielska (Do widzenia) – Polskie Nagrania (tł. Pronit) N 0067 (R. Bielska i Zespół Jazzowy Charles Bovery)
- Janusz Gniatkowski / Regina Bielska – split PN Muza N 0071 (R. Bielska i Zespół Jazzowy Charles Bovery)

### 10" single 78 obr./min.
- Rytm dżungli/Północny swing (Mewa 3) wyd. 1947
- Pedro Tadeusz Miller – śpiew (Melodje 113)
- Cumana/Maj w Paryżu (Muza 2645)
- Błękitne niebo/Signora (Muza 2646)